# Denis Fazlagic
Denis Fazlagic (ur. 7 czerwca 1992 w Splicie) – duński piłkarz bośniackiego pochodzenia urodzony w Chorwacji. Pomocnik występujący w klubie FC Fredericia.